# Volutes (família)

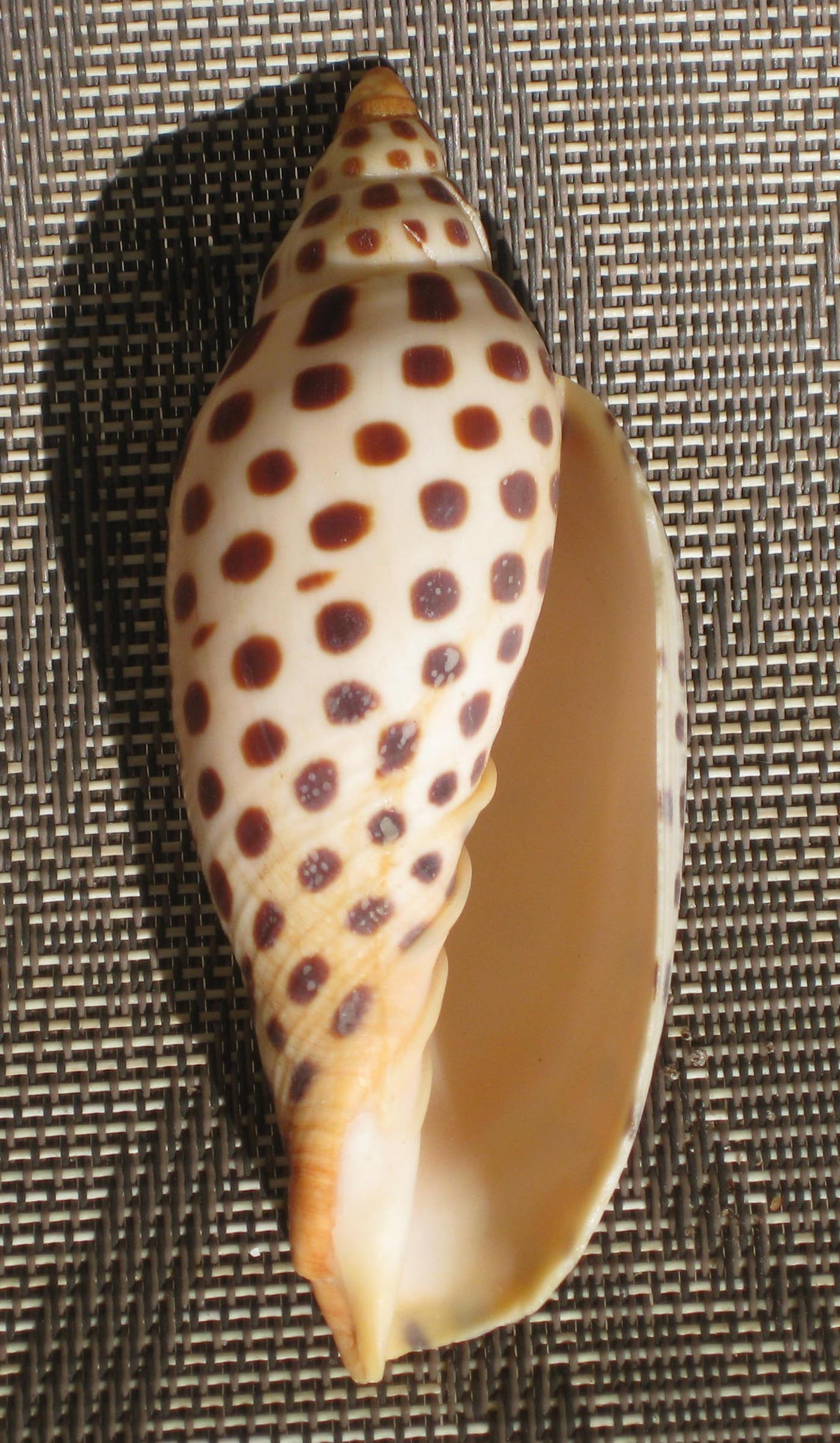
Vista d'una closca de Scaphella junonia

Els volútids (Volutidae) són una família de gastròpodes marins de l'ordre dels neogastròpodes. S ón caragolsdepredadors que varien des d'una mida de 9 mm fins més de 500 mm. La majoria d'aquesta no tenen opercle.

## Distribució
Els volútidis es troba principalment en mars tropicals, encara que alguna espècie també habita les aigües dels cercles polars.

## Descripció
Les volutes es distingeixen per les seves conquilles clarament marcades amb espirals, a les que fa referència el nom comú, (voluta significa "espiral" en llatí). Solen tenir un opercle corni en espiral. La closca d'espècies com Melo amphora pot créixer fins a 50 cm de longitud.
Les petxines tenen una obertura allargada en la seva primera espiral i un llavi interior que es caracteritza per un nombre d'espires profundes.

## Alguns volútids notables
Les elaborades decoracions d'aquestes petxines les ha convertit en populars objectes de col·leccionisme. Hi destaquen Adelomelon beckii (el més gran de les costes d'Uruguai, aconsegueix gairebé 50 cm), Adelomelon brasiliana (costaner, únic al món per la seva particular càpsula ovígera) i Zidona dufresnei (bella voluta amb un agut àpex, típica de les costes de l'Uruguai). La voluta imperial (Aulica imperialis) viu en les costes de l'arxipèlag de les Filipines i és molt apreciada pels col·leccionistes de petxines per l'ornamentació molt elaboratda de la seva petxina.

## Taxonomia

### Subfamílies i tribus
Segons Bail i Poppe (2001), la família Volutidae pot ser subdividida en les següents subfamílies i tribus:
- Amoriinae Grey, 1857
  - Tribu Meloini Pilsbry & Olsson, 1954
  - Tribu Amoriini Grey, 1857
- Athletinae Pilsbry & Olsson, 1954
- Calliotectinae Pilsbry & Olsson, 1954
- Cymbiinae H. Adams & A. Adams, 1853
  - Tribu Adelomelonini Pilsbry & Olsson, 1954
  - Tribu Alcithoini Pilsbry & Olsson, 1954
  - Tribu Cymbiini H. Adams & A. Adams, 1853
  - Tribu Livoniini Bail & Poppe, 2001
  - Tribu Odontocymbiolini Clench & Turner, 1964
  - Tribu Zidonini H. Adams & A. Adams, 1853
- Fulgorariinae Pilsbry & Olsson, 1954
- Plicolivinae Bpichet, 1990
- Scaphellinae Grey, 1857
- Volutinae
  - Tribu Lyriini Pilsbry & Olsson, 1954
  - Tribu Volutini Rafinesque, 1815

### Gèneres
Genera dins del Volutidae inclou:
- Adelomelon Dall, 1906
- Alcithoe H. Adams & A. Adams,1853
- Amoria Grey, 1855[5]
- Ampulla Röding, 1798
- Arctomelon Dall, 1915
- Callipara Grey, 1847
- Calliotectum Dall, 1890
- Cymbiola Swainson, 1831
- Cymbiolacca
- Cymbium Röding, 1798
  - Cymbium cymbium
  - Cymbium Gland
  - Cymbium marmoratum
  - Cymbium olla (Linnaeus, 1758)
  - Cymbium pepo
- Enaeta H. Adams i A. Adams, 1853
- Ericusa H. Adams i A. Adams, 1858
- Festilyria Pilsbry & Olsson, 1954
- Fulgoraria Schumacher, 1817[6]
- Fusivoluta E. von Martes, 1902

- Harpovoluta Thiele, 1912
- Harpulina Dall, 1906
- Iredalina Finlay, 1926
- Leptoscapha Fischer, 1883
- Livonia Grey, 1855
- Lyria Grey, 1847
- † Mauira Marwick, 1943
- † Mauithoe Finlay, 1930

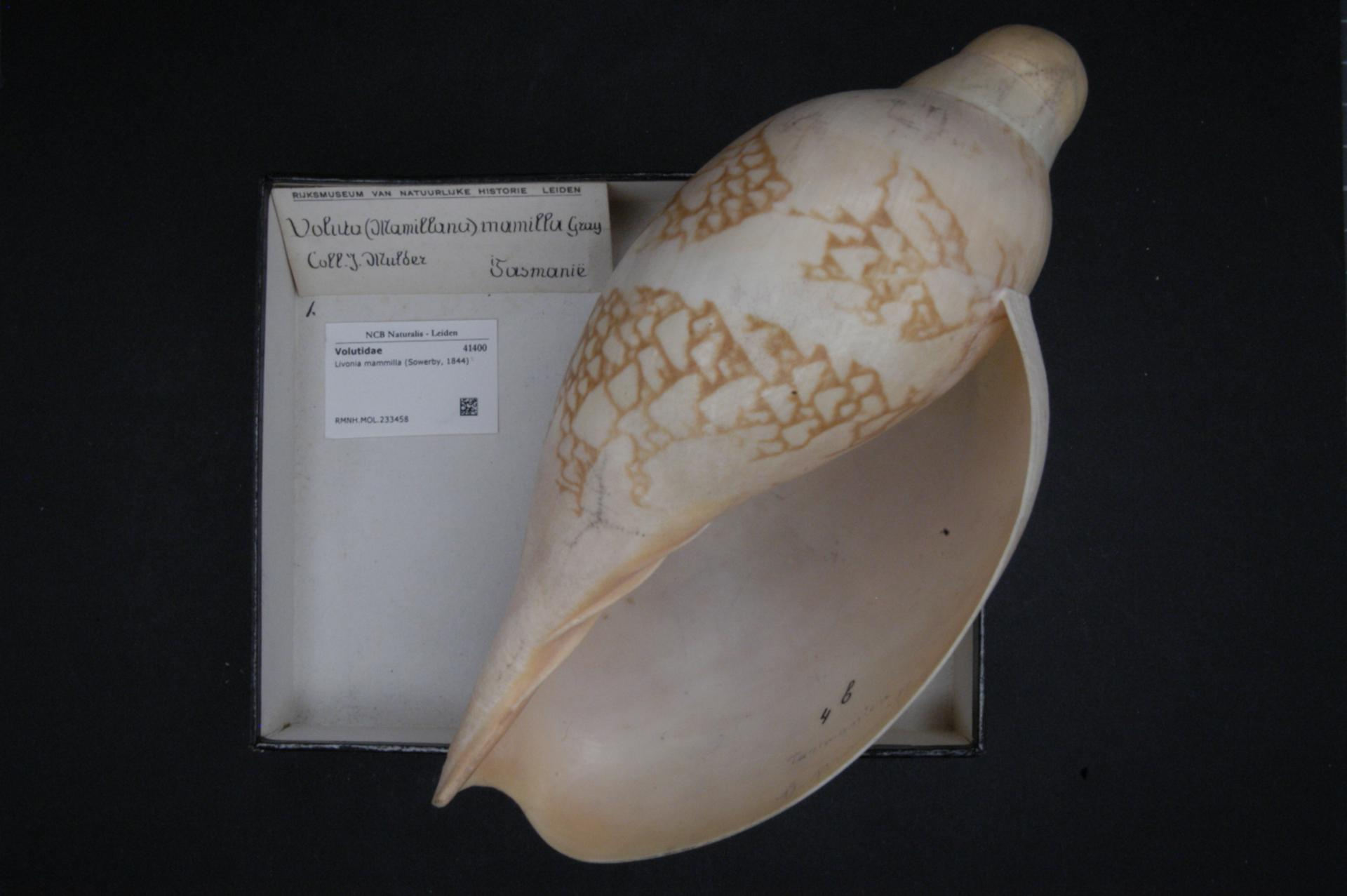
Livonia mammilla (Sowerby, 1844), espècimen de museu.

- Melo Broderip Dins Sowerby jo, 1826

- † Metamelon Marwick, 1926
- Minicymbiola Klappenbach, 1979
- Miomelon Dall, 1907
- † Mitreola Swainson, 1833
- Nannamoria Iredale, 1929
- Nanomelon Leal & Bouchet, 1989
- Neptuneopsis Sowerby III, 1898
- Notopeplum Finlay, 1927
- Notavoluta Cotton, 1946
- Odontocymbiola Clench & Turner, 1964
- † Pachymelon Marwick, 1926
- Paramoria McMichael, 1960
- Plicoliva Petuch, 1979
- Provocator Watson,1882
- Scaphella Swainson, 1832
- Spinomelon Marwick, 1926

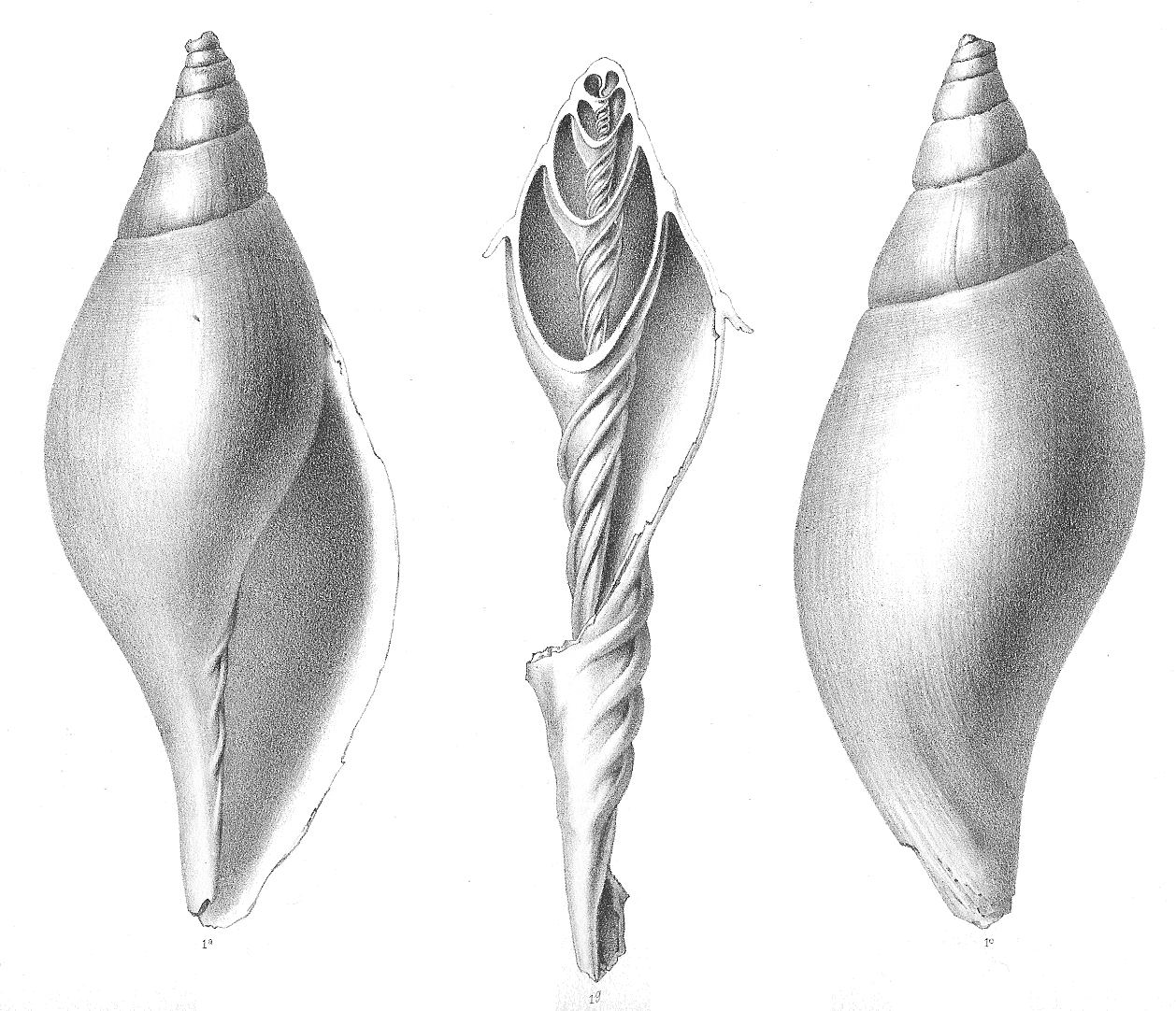
Dues vistes d'una closca de Scaphella lamberti, i en el centre, una secció mostrant els plecs en la columel·la

- Tenebrincola Harasewych & Kantor, 1991
- Teramachia
- Tractolira Dall, 1890
- Voluta Linnaeus, 1758
- Volutifusus Conrad, 1863
- Volutoconus Crosse, 1871
- Waihaoia Marwick, 1926
- Zygomelon Harasewych & Marshall,1995
- Zidona H. Adams i A. Adams, 1853